# Frederiksborg Slot
 "Frederiksborg" omdirigeres hertil. For en liste over alle sidenavne begyndende med "Frederiksborg", se her.
Frederiksborg Slot er et dansk slot i Hillerød. Slottets første del blev bygget i 1560 af Kong Frederik 2., der ved mageskifte havde overtaget herregården Hillerødsholm. Hans søn, Christian 4., rev dog det meste af faderens slot ned og byggede et nyt slot 1600-1625. Det er opført i hollandsk renæssancestil.
Frederiksborg var et alternativt navn for byen Hillerød indtil omkring 1910.[kilde mangler]
De ældste kilder til Hillerødsholms eksistens dateres til 1275. I det 16. århundrede tilhørte det slægten Gøye. Birgitte Gøye og Herluf Trolle var ejere af gården og ved mageskiftet med Kong Frederik 2. modtog de klosteret Skovkloster (som de omdøbte til Herlufsholm) på Sydsjælland.
Frederik 2. lod flere mindre lysthuse opføre omkring slottet. I 1580-1581 opførtes Badstuen, som stadig ligger i naturområdet omkring slottet og som den dag i dag benyttes af hoffet.
Den 17. december 1859 hærgedes slottet af en ødelæggende brand. Slottet blev genopført ved arkitekt Ferdinand Meldahl 1860-84 med økonomisk støtte fra brygger J.C. Jacobsen og senere Carlsbergfondet. Slotskirkens interiør blev dog kun i ringe grad berørt og står derfor i sin oprindelige udformning.
I 1996 blev det store parkanlæg bag slottet genindviet efter en omfattende istandsættelse. Parkanlægget er opbygget symmetrisk om en længdeakse som gennemløbes af en række kaskader. Anlægget er 100 m bredt og 400 m langt i terrasser.

## Slottets brug
Mellem 1671 og 1840 blev de danske konger kronet i Frederiksborg Slotskirke.[kilde mangler] Slotskirken er desuden ordenskapel for de danske ridderordener: Elefantordenen og Dannebrogordenen.
Et af slotskirkens tre orgler Compeniusorgel er et enestående og verdenskendt renæssance-orgel bygget af orgelbyggeren og organisten Esaias Compenius 1605-10. Den samtidige komponist Michael Praetorius, som kendte Compenius godt, har beskrevet det i sin instrumenthistoriske afhandling: Syntagma musicum II: De organographia (Wolfenbüttel 1618, 2. udgave 1619).
I 1878 oprettedes Det Nationalhistoriske Museum på Frederiksborg Slot, som siden har haft til huse på slottet.

## Grevinden af Frederiksborg
Grevinde Alexandras titel Grevinde af Frederiksborg, som Dronning Margrethe gav hende i 2005, er sandsynligvis en hentydning til hendes og Prins Joachims vielse i Frederiksborg Slotskirke.

## Historie

### Hillerødsholm
Hillerødsholm (1275 Hilderuthholm, Holmen ved Hillerød), er en gammel hovedgård, der 1275 synes at have tilhørt Anders Pedersen Wæther. (Petrus Nicklessøn de Hyllered, ridder var 1315 nærværende på et danehof i Nyborg; men dette Hyllerød, der ellers kaldes Eljæred, må sikkert søges i Skåne). 1354 levede der en væbner Johannes Pætherson de Hildrisholm, hvis søster Cecilie 1381 solgte gården til hr. Jens Andersen Brok, som året før havde købt part i gården af fru Edele Nielsdatter, Lung Nielsens efterleverske, der havde arvet den efter sin fader Niels Duus; 1388 købte hr. Jens endelig endnu en part i gården af Peder Holck i Vejleby, hvis hustru Ingeborg også var datter af Niels Duus. Fra hr. Jens er gården så formodentlig gået i arv (Jens Jensen, Lage Jensen, Axel Lagesen, Pernille Axelsdatter, gift med hr. Albrecht Engelbrechtsen, Mette Albrechtsdatter, gift med hr. Mogens Gøye) til fru Birgitte Gøye og Herluf Trolle. (en væbner Johannes Olsen [Huitfeldt?] til Hildersholm 1401-07 har derfor vist kun haft gården i brug). Ved mageskifte af 1. juli 1560 overdrog Herluf Trolle Hillerødsholm til Frederik II.
Da mageskiftet foregik, har der utvivlsomt ved Hillerødsholm ligget en ladegård, rimeligvis på samme sted hvor Hillerødsholms stutteri og avlsgård lå. En lignende ladegård fandtes ved Favrholm (tidligere beliggende i det nu under Herlev Sogn inddragne Freerslev Sogn). Peder Mortensen Due pantsatte 1366 Favrholm til Valdemar Atterdag; kronen blev senere dens ejer og forlenede den så bort; 1482-93 havde væbneren Peder Steen, derefter hans enke Mette Knudsdatter gården i pant; 1496 overførtes pantet på deres svigersøn Jep Nielsen (Bryske); 1523 blev Hans Villumsen (Baden) hans eftermand, men mistede Favrholm 1547, da Christian II gav sin tyske kansler Anders Barby skøde på gården, som denne 1554 solgte til Peder Oxe, der atter 1558 solgte den til prins Frederik (II).
Ladegården blev bevaret; men hovedbygningen lod kongen nedbryde 1560. Begge gårdene bortforpagtedes hver for sig, indtil Frederik IV henlagde deres arealer til Frederiksborg Stutteri. Ved en i resolution af 21. juni 1799 befalet deling af stutterijorderne blev en ny ladegårdsbygning nødvendig, og denne, det nuværende Favrholm, opførtes 1804-06 omtrent på den ældre Favrholm ladegårds plads. Ved stutteriets reduktion 1839-40 blev den 3. hovedgård, Trollesminde, udlagt og opbygget, og Hillerødsholms ladegårds jorder delte i "Hillerødsholm Stutterigård" og "Hillerødsholm Avlsgård". Efter stutteriets ophævelse 1871 solgtes Hillerødsholm.
En langdysse ved Trollesminde er fredlyst (1859): overliggeren på kammeret kan rokkes, hvorfor dyssen almindelig kaldes "rokkestenen".

### Frederiksborg Slot opføres
Da rigsadmiral Herluf Trolle 1544 ægtede Birgitte Gøye, fik han i medgift med hende Græsegård og Hillerødsholm. Denne sidste havde stået ubeboet i omtrent 100 år og har næppe svaret til de fordringer, som en adelsmand kunde stille i denne den danske adels blomstringsperiode, i hvilken så mange af Danmarks smukkeste herresæder rejste sig. Herluf Trolle opførte derfor ved midten af århundredet en ny hovedbygning omtrent efter samme mønster som det i 1554 af hans ven, Frands Brockenhuus opførte Egeskov på Fyn. Det er denne bygning — to på længdesiden sammen byggede huse med to slanke tårne ved hovedindgangen og forskellige karnapper — der findes i nogenlunde overensstemmende afbildninger på et af Hans Kniepers tapeter (oprindelig forfærdigede til Kronborg, nu på Nationalmuseet) og i Peder Hansen Resens Danske Atlas som det gamle Frederiksborg.
Herluf Trolle fik dog ikke længe lov til at glæde sig ved sin smukke, nye gård, for Frederik II fortsatte den bestræbelse, som også tidligere konger lige fra Valdemar Atterdags tid havde lagt for dagen, nemlig at samle sammenhængende landstrækninger på halvøen mellem Sundet og Isefjorden. Ved mageskifte med forskellige adelsmænd tilbyttede Frederik II sig Asserbo, Torup, Ellinge og Favrholm. Det vigtigste var dog mageskiftet af 1. juli 1560, ved hvilket han afrundede sine besiddelser i denne — den gang i langt højere grad end nu — skov- og jagtrige egn. Han erhvervede nemlig herved Herluf Trolles ejendomme Hillerødsholm og Græsegård imod Skovkloster ved Næstved. Herom minder endnu en på Frederiksborg indmuret sten, der findes over porten, som fører fra den store slotsgård til karousselgården:
| Citat | Frederik then anden goed och from hans Naade giorde thette bytthe Ath hyllersholm under kronen kom oc herlof til Skougkloster flitthe. MDLX. | Citat |
|       | |       |

Gården fik straks efter navn af sin nye kgl. herre, som gjorde den til et særligt len med stort tilliggende.
De få endnu eksisterende regnskaber giver ikke synderlig oplysning om de forandringer, som stedet undergik efter at være blevet et kgl. slot. Det synes, efter hvad der foreligger, utvivlsomt, at kongen, som få år efter begyndte krigen med Sverige, under hvilken store byggeforetagender næppe kunne trives, har ladet den nylig opførte hovedbygning i det væsentlige uforandret. Denne lå på den yderste af to holme i Hillerød Sø på et ophøjet terræn, således som det fremgår af tegningerne og af udtrykket "det store stenhus på volden". På den lavere liggende plads foran, hvor vistnok avlsbygningerne til Hillerødsholm tidligere fandtes, opførte Frederik II en del tilbygninger (det er vel til disse og de andre af Frederik II opførte bygninger, at materialet fra de nedrevne slotte Dronningholm og Gurre, Æbelholt Kloster med flere er benyttet), som den tidligere ejer ikke havde brug for, eller som han kunne nøjes med i så beskedne forhold, at de kunne knyttes umiddelbart til hovedbygningen. Apotek, kirke og fadebur synes at have ligget lige over for køkken, kancelli og sølvkammer, således at der — ligesom nu på den mellemste slotsholm — har ligget to huse eller to rækker af huse lige over for hinanden. På pladsen imellem dem fandtes en "vandkunst", der havde afløb til køkken og bryggers. Fra pladsen førte en høj bro på flere buer over graven til hovedbygningen. Denne, hvis bestemmelse som jagtslot angaves af de over hvert vindue og andre steder i rigelig mængde anbragte opsatser, var omgivet med palisadeværk og en lav mur, der var forsynet med runde tårne på hjørnerne. — en bro i s-form (en bro anføres allerede opført af Herluf Trolle) førte fra pladsen over graven til den nærmest land liggende, langstrakte holm, der sandsynligvis oprindelig har været en "vase", som førte ud til borgholmen. Her lod Frederik II opføre de endnu stående lange stald- og domestikbygninger, der afsluttes af de to runde tårne på hver side af S-broen; de bærer årstallet 1562 og Frederik II's valgsprog: Mein Hoffnung zu Gott allein og flankerer graven og øst- og vestsiden af bygningerne på den inderste holm. Mod land dækkes broen og porten af de senere af Christian IV opførte fæstningsværker.
Frederik II opholdt sig ofte på Frederiksborg, og her fødtes 12. april 1577 hans og dronning Sophies ældste søn Christian IV (efter et uhjemlet sagn foregik fødslen under en tornebusk; hos Resen findes endog tornebusken angivet, og lang tid viste man endnu pladsen i den såkaldte amtmandshave på et lille næs i søen). Også datteren Hedevig, gift med kurfyrst Christian II af Sachsen, fødtes her 5. august 1581.
Christian IV holdt allerede i sine første regeringsår hof på Frederiksborg, og 15. august 1599 fødtes her hans og Anna Cathrinas første barn, sønnen Frederik, som imidlertid allerede døde 4 uger efter. Christian IV lod i slutningen af århundredet opføre et lysthus med samme navn som en tidligere af Frederik II opført bygning, Sparepenge, og nogle stalde ved jægergården på Frederiksborg og synes først i 1601 at have fattet den plan at nedrive faderens jagtslot og bygge sig en tidssvarende kongebolig. I året 1602 (15. januar) sluttede han kontrakt med bygmester Jørgen Friborg i Slangerup om nedbrydelse af den gamle hovedbygning med mere, og 1. maj samme år forpligtede denne sig til "at skulle af Grunden opmure og forfærdige hvis Huse og Bygning vi ville have opmuret og opsat der på vort Slot Frederiksborg, eftersom den Skabelon udviser, vi hannem naadigst have overantvordet". Det følgende år blev grunden lagt, og i 1606-08 stod de tre fløje under tag.

### Arkitektur
Slottet blev opført i den såkaldte nederlandske renæssancestil og vistnok til dels efter kongens udkast; i alt fald har han med stor iver selv deltaget i planens udførelse og stadig haft tilsyn med arbejdet. Formentlig har Hans van Steenwinckel den yngre været medvirkende allerede på dette stadium af projektet.
Hovedbygningen består af tre store sammenbyggede 4 stokværk høje huse: Kongefløjen i midten (100 alen lang) og, udgående fra den, kirkefløjen til venstre og prinsessefløjen til højre (hver 85 alen lange). Disse to fløje forbindes ved en lav terrasse eller et galleri, der er opført 1609 og forandret 1619-22 af Hans van Steenwinckel den yngre til det nuværende udseende.
Graven foran denne terrasse blev udgravet i 1605. Slottets ydermure, der er byggede af røde mursten med bånd, hjørner og karme af sandsten, hviler på kvaderstensfundamenter og stiger op af søen; kirkens og prinsessefløjens gavlmure mod den mellemste holm er forsynede med karnapper ligesom yderhjørnerne med to lave sekskantede runddele; de to tilsvarende hjørner mod søen er derimod prydede med tårne, "Kongens runddel" eller "Mønttårnet" og "Dronningens runddel" eller "Jægerbakketårnet", der har balkoner og de for Christian IV's slotte ejendommelige slanke og åbne spir. Kongefløjens ydermur brydes på midten af en fremspringende firkantet bygning med fladt tag ("Krydshuset") og på hver side af denne af en karnap på 1. sal. Fra "Kongens runddel", dvs. hjørnetårnet mod nordvest, fører en to stokværk høj løngang på murede buer fra stue og 1. sal over graven til en firkantet, enligt liggende bygning, Audienshuset, der egentlig danner en portbygning, den prægtige møntport, over vejen til Fredensborg. Audienshuset og løngangen adskiller sig fra resten af anlægget ved at være fuldstændigt beklædt med sandsten. Inden for denne bygning findes ridebanen med Karousselporten (ringridningsporten), der er tegnet af Hans van Steenwinckel den yngre i 1614 og ombygget i 1736.
Slottets store, kun lidet brudte murflader mod søsiden har muligvis virket noget ensformigt. Til gengæld var indersiden så meget rigere udsmykket. Var man kommet gennem det lange, smalle stræde mellem de gamle stald- og domestikbygninger, over S-broen og ind gennem porten, over hvilken det kraftige porttårn knejser med sit karakteristiske spir (opført 1618-21 efter tegning af Hans van Steenwinckel den yngre), så havde man i de to ens sidebygninger på den mellemste slotsholm — til venstre Slotsherrens Hus (den senere amtmandsbolig, fra 1611), til højre kancellibygningen (opført 1614-16) — en dyb ramme om det blændende billede, som selve slottet frembød i sin velmagt.
Midt i den forreste slotsgård, der havde en slags grov mosaikbrolægning, sås den prægtige "vandkunst", Neptunbrønden (sv), der var udført af Adriaen de Vries i Prag og blev færdig 1622, og som bestod af en høj, sekskantet kumme af sort poleret marmor med statuer på hjørnepiedestalerne og Neptun på en trekantet sokkel i midten; fra alle figurerne hvoraf der var 16, strømmede vandet i mangfoldige stråler ud i kummen. Fontænen blev opstillet under opsyn af Steenwinckel.
Forbindelsen mellem den ydre og den indre slotsgård skete over en muret bro (i sin tid med bevægelig klap) og gennem den store indkørselsport, som fandtes på midten af terrassen eller galleriet, der var bygget på tolv, på toscanske kolonner hvilende stenbuer; i hver bueniche fandtes en forgyldt græsk gude- eller heltestatue. I samme plan som denne terrasse lå endemurene af kirke- og prinsessefløjen med deres svejfede sandstensforsiringer på gavllinjerne, de lange sandstenskarnapper og de lave runddele ved hjørnerne. Terrassens flade tag, der lå i linje med sålbænken i vinduerne på 1. sal, var foroven forsynet med et rækværk, og den havde åbne hvælvinger ind til den indre slotsgård. I denne, der var mosaikbelagt, knejsede til venstre kirkens prægtige klokketårn (275 fod til spirets top) med 6 klokker, hvoraf to måske fra Esrom Kloster, og et stort klokkespil (se nærmere neden for), til højre trappetårnet midt på prinsessefløjen og i baggrunden på kongefløjen de to trappetårne, kongens og dronningens (med vindeltrapper af sten ligesom alle trapper på slottet). Mellem disse to tårne ligesom mellem dem og de to sidefløje løb langs kongefløjen et dobbelt åbent galleri (kendt som Marmorgalleriet) af sort marmor med hvide figurer (opført 1621). Det dannede i linje med stue og 1. sal en udvendig og dog lukket forbindelse mellem de to sidefløje og værelserne i kongefløjen; alle tre huse var nemlig bygget på gammeldags vis, uden indbyrdes forbindelse. At Steenwinckel tegnede Marmorgalleriet, vides kun gennem et kobberstik i Cornelis Danckertsz' værk om Hendrick de Keyser, Architectura moderna, Amsterdam 1631, hvor det betegnes som et værk af Steenwinckel. Selve galleriet med dets omfattende skulpturudsmykning udførtes i Amsterdam hos de Keyser og det opstilledes 1621 under Laurens Pietersz Sweis' ledelse.
Til højre i gården, ved prinsessefløjens mur, fandtes en mindre fontæne, Løvebrønden, med støbte figurer i bronze (en kvinde og Cupido, vistnok støbte af Peter Husum, som også påbegyndte den endnu eksisterende Hest og Løve i Rosenborg Have), og på den modsatte fløj, kirkefløjen, fandtes et kunstfærdigt smedejernsgitter for kirkevinduet (med årstal 1617, måske af Caspar Fincke) og den prægtige kirkedør, med særlig smukt træskærerarbejde, forestillende Kristi dåb og opstandelse og de to første kristne konger i Danmark. For yderligere at forhøje det farverige billede, som hele slottet frembød, lod Christian IV en stor del af sandstensornamenterne forgylde. I sin beskrivelse af København (1783) omtaler Ernst Christian Hauber også Frederiksborg og udtaler side 207, at af den smukt iøjnefaldende forgyldning på den inderste slotsside er der nu (i året 1766) meget lidt at se.

### Interiør
Men slottets indre svarede fuldstændig til det pragtfulde ydre, da det i årene 1623-25 stod fuldfærdigt. Intet af rummene overgik dog kirken og den oven over denne liggende lange sal i pragt. En dobbelt buerække på hver side delte kirken i langskib og to sideskibe. Fra de høje spidsbuede vinduer faldt lyset gennem den øverste arkades buer ned i kirken, fuldt belysende hvælvingerne og de afvekslende enkelte og dobbelte, blankpolerede søjler, der bar de stærkt forgyldte hvælvingsribber. Rummet forneden lå i dæmpet halvlys; men des bedre virkede sølvfigurerne, relieffer og ornamenter på den sorte ibenholts prædikestol og på alteret. Fra de matte sorte tudssten i balustraden over de nederste buer lyste bibelsprog i gylden skrift, og oppe fra den nordre endegavl strålede det store orgels blanke piber og rige farvepragt. Dette såkaldte Maas-Lorentz-orgel var fra 1617, bygget af Nicolaus Maas (1550-1615) og efter dennes død færdiggjort af Johan Lorentz (1580-1650). Desuden var der to flyttelige orgler, hvoraf det ene, forfærdiget af Esaias Compenius i Braunschweig, nu efter stærk omtumling atter er havnet i kirken og restaureret. Kirkestolene har intarsia udført af Hans Barchmann 1611-16.
Inde bag orglet med udsigt ud i kirken lå et lille, ikke synderlig højt rum, Christian IV's bedekammer, i hvis mørke panel der fra loft til gulv sad en mængde bibelske malerier af hollandske mestre. Midt på gulvet foran et sølvalter (nu i Nationalmuseet) stod et hvidt marmorbord, og det mørke loft var prydet med indlagte sølvornamenter og med nedhængende druer og tapper i samme metal.
I salen over kirken, kaldet dansesalen, nu Riddersalen, var der ødslet med billedskæren og malerarbejde. På loftet, siger en beskrivelse fra 1646, var der arbejdet i 7 år af 26 billedhuggere, og det gjorde i den lange, smalle og ikke særlig høje sal (77 alen lang, 21 alen bred, 10 alen høj) mulig et noget broget og forstyrrende indtryk. Her sås fremstillinger af de forskellige håndværk, som møllebyggen, bogtrykkeri, urmageri mm., omgivne af allegorier på Guds egenskaber og på forskellige dyder, og imellem dem slyngede sig blomsterornamenter, iblandede med masker eller med menneske- eller dyreskikkelser, alt i træskærerarbejde i stærkt relief og dekoreret med rige farver. Gyldenlæderstapeter prydede væggen fra fodpanelet til loftsfrisen, hvor jordens dyr og himlens fugle var afbildede; men ved store højtideligheder blev de store vævede tapeter, på hvilke Karel van Mander i Delft havde fremstillet Christian IV's kroning og sejrene i Kalmarkrigen, ophængte uden på de andre.
For endevæggene stod kaminer af sort marmor med drevne sølvfigurer, og på det tavlede marmorgulv stod på hver side af indgangsdøren (fra kirketårnet) trompeterstolene og skænkeskabene af poleret pæretræ med sølvornamenter med deres strålende opdækning af sølvkander, bægere og krus.
I kongefløjen rummedes i stueetagen forstuen, apotek, sølvkammer og drabantsal, og fra denne kom man ind i ridderstuen eller Rosen, et af slottets ejendommeligste rum. Fem blankpolerede sorte marmorsøjler bar loftets lave hvælvinger, der var smykkede med stukkaturarbejde. Væggene var prydede med sort gyldenlæder fra Cordoba; for midten af hver hvælving sad en messinglampet, og oven over det mørke panel fandtes i stukkatur en mængde hjorte med virkelige hjortetakker. Langs væggene stod skænkeskabe og for den ene ende af salen musikanterstolen af ibenholt og sølv. Oven over Rosen lå på 1. sal kongens værelser, med udgang gennem "kongens runddel" og løngangen til Audienshuset; på 1. sal lå her audienssalen (nu kaldet conseilsalen); i stuen, på hver sin side af møntporten, fandtes drejekammeret og mønten. Gennem en tragtformet åbning i gulvet i runddelen kunne Christian IV skovle gammel eller nyslagen mønt ned i en slisken, ad hvilken det gled ned i de faste skatkamre i kældrene. I den modsatte del af bygningen fandtes dronningens værelser, svarende til dronningetrappen og dronninge- eller jægerbakketårnet. På 2. sal lå over kongens værelser sommersalen med en fontæne af sølv, over dronningens vintersalen. I prinsessefløjen fandtes, under de talrige børneværelser og gæsterum, køkken, forrådskamre og vinkælder.
Ud over de nævnte eksempler vides det, at Hans van Steenwinckel også tegnede kaminer til kancelliet på den mellemste holm, alabastarbejder på en prædikestol (1616-17, prædikestolen muligvis flyttet til Trefoldighedskirken i Kristianstad), en køkkenbrønd (1618, rekonstrueret efter branden 1859) samt en bro, sandsynligvis S-broen (1617).

### Haveanlæg og lysthuse
Foran hovedfløjen lå omgivet af vand et fæstningsværk anlagt som et lille, smukt haveanlæg, "Dronningeøen", og foran denne igen, ligeledes i søen, et pragtfuldt springvand, forestillende en svømmende hjort forfulgt af hunde (borttaget midt i 18. århundrede). På den anden side søen var den prægtige slotshave, anlagt i italiensk barokstil 1720-25 af J.C. Krieger i terrasser, med bassiner og kanaler. Slotshaven blev genskabt i årene 1993-96.
Her lå også lige ved søen, ved vejen til Fredensborg, lysthuset Sparepenge, der rummede kostbare våben og ridetøjer, og som Christian IV lod bygge, men som blev nedrevet 1719 af Frederik IV, der lod slotshaven betydeligt udvide. Nogle hundrede skridt mod nordvest (i "Indelukket"), på den anden side af fredensborgvejen, lå (og ligger endnu) den smukke af Frederik II opførte Badstue med et ottekantet tårn med spir og på den modsatte side tre fremspringende udbygninger med trappegavle (gennemgribende restaureret under Christian VIII og Frederik VII). Endnu lidt længere mod nordvest i den "Lille Dyrehave" lå et andet lysthus fra Frederik II's tid, Frydensborg, som dog allerede 1667 blev nedbrudt. I dyrehaven findes endelig den kendte sten med det udhugne sæde, Christian IV's navneciffer og årstallet 1628, som blev anbragt der Sankt Mortensdag nævnte år "til evig gedachtniss" om det endelige brud mellem ham og Kirsten Munk. Det er for øvrigt en selvfølge, at Christian IV tilbragte meget af sit liv på Frederiksborg; 4 af hans mange børn med Kirstine Munk er fødte her, deriblandt Leonora Christina, 8. juli 1621, og efter freden i Brømsebro opholdt han sig meget her, hvorfra han 21. december 1648 førtes syg til Rosenborg Slot, hvor han snart efter døde.

### Slottet hærges under Svenskekrigene
Frederiksborg skulle dog ikke længe stå iført sit pragtfulde skrud. Allerede under krigen med Sverige 1643-45 måtte Christian IV lade slå mønt af den del af det ædle metal, der var anvendt til dets udsmykning, og under krigen med Karl Gustav huserede fjenden slemt på Frederiksborg. Da budskabet om, at den svenske konge 5.-6. februar 1658 var gået over isen, nåede til København, fik man travlt med at flytte kostbarhederne herfra ind til hovedstaden, og efter Roskildefreden 1658 havde Frederik III den bitre ære at beværte sin sejrrige modstander på Frederiksborg.
En hemmelig artikel i denne fred angik særlig Frederiksborg, idet svenskerne heri forlangte, at Karel van Manders tapeter med fremstillinger af sejrene i Kalmarkrigen skulle overstryges med farve, som værende til spot og vanære for Sverige, en bestemmelse, som dog ikke kom til udførelse. Efter den mislykkede belejring af København lod Karl Gustav sin harme gå ud over Frederiksborg og ødelagde eller medførte herfra alt, hvad der havde værdi, således alle figurerne på Neptun- og Løvebrønden, som i vore dage igen er fundne på Drottningholm Slot.
Andre genstande findes i dag på Skokloster Slot nord for Stockholm, hvor der bl.a. er en serie malerier af avlshingstene fra stutteriet på Esrum Kloster, fem admiralportrætter malet af Karel van Mander samt en alterkalk af guld besat med diamanter. På Nationalmuseum i Stockholm findes Frederik II's bordhimmel, oprindeligt fra Kronborg; en gobelin, som udførtes af væveren Hans Knieper 1586. På Vidskølle Slot i Skåne findes to malerier forestillende Christian II og Erik Ejegod. Set i lyset af branden i 1859 må det dog betragtes som heldigt, at en del af Frederiksborg Slots inventar har overlevet i Sverige.

### Audienshuset brænder
I 1665 (9. december) udbrød der ild i Audienshuset og løngangen, som netop var blevet sat i stand igen efter krigen med Sverige. Begge bygninger ødelagdes; men resten af hovedbygningen blev dengang skånet. Først under Christian V genoprettedes skaden. Denne konge udstyrede conseilssalen, som audienssalen nu kaldes, som et mindesmærke om sejrene i Skånske Krig, der blev udsmykket i nederlandsk barokstil efter planer af generalbygmester og hofmaler Lambert van Haven. Kongen lod i øvrigt foretage en del forandringer i slottets indre, især med hensyn til værelsernes udsmykning, og opsatte i stedet for den røvede Neptunbrønd en anden, sandsynligvis mere beskeden. Denne var dog også prydet med støbte figurer, bl.a. en Venusfigur og en Neptun.

### Slottet i 1700-tallet
Også Frederik IV lod en del sale forandre og indrettede bl.a. et spejlgalleri. I 1716 havde Frederiksborg besøg af Peter den Store, som med sin kårde morede sig med at bore hul i et pragtfuldt mosaikbord i bedestolen. Men endnu mere radikalt gik man til værks i Christian VI's tid. Slottets ydre fik en gennemgribende restauration; dog må det med taknemmelighed fremhæves, at man til dels respekterede det een gang givne. I det indre derimod foretoges omfattende forandringer. Man fandt med rette, — på grund af manglen på indbyrdes forbindelse mellem de forskellige fløje og værelser — at slottet ikke svarede til den "itzige tids Smag og Levemaade", og ved opførelsen af gange og trapper, nye døre osv. forandredes mange af rummene og deres udsmykning. Ringridningsporten blev i 1736 ombygget af hofbilledhugger Diderik Gercken, som også skabte en helt ny indgangsportal til slottet. På den højeste terrasse i slotshaven lod Christian VI 1745 opføre det "kinesiske hus", der senere tjente hans gemalinde som enkesæde om sommeren, men blev nedbrudt 1769. Det var tegnet af Nicolai Eigtved i rokokostil og er – ligesom i øvrigt slottet – gengivet i Lauritz de Thurahs Den Danske Vitruvius.
Fredensborg Slot og Hirschholm Slot bragte imidlertid Frederiksborg af mode. Efter Frederik IV's tid benyttedes det egentlig kun som kroningsslot, og alle arve-enevoldskongerne er kronede der med undtagelse af Christian VII. Frederik V blev her viet til sin anden dronning, Juliane Marie, 8. juli 1752. Det var kun ubetydelige forandringer og istandsættelser, der blev foretaget i det næste århundrede; slottet blev meget sjældent beboet af kongerne, kun i jagttiden kunne der være liv på slottet; især var det Christian VII, der både som prins og konge samlede muntre jagtselskaber på Frederiksborg. I 1778-83 blev slottet dog gennemgående repareret af den pietetsfulde hofbygmester C.F. Harsdorff.
I Frederik VI's tid indrettedes der en stor samling af historiske malerier, særlig portrætter. Greve og diplomat Marcus Gerhard Rosencrones enke Agnete Maria Hielmstierne skænkede i 1811 den store rosencroneske samling af 159 danske portrætter af kendte danske personer til Frederik VI og samlingen kom til Frederiksborg Slot, hvor en stor del af kongefamiliens portrætter i forvejen var indsamlet. Samlingen var åben for offentligheden. Påvirket af den nationale regering i 1848 og de følgende år valgte Frederik VII det mindeværdige slot til sin residens, især om vinteren og foråret; 7. august 1850 viedes han i slotskirken til venstre hånd til grevinde Danner.

### Slotsbranden den 17. december 1859
Under kongens og grevindens ophold på slottet vinteren 1859 udbrød der 17. december kl. 3:30 om morgenen en heftig ild løs, som i løbet af få timer lagde det gamle slots hovedbygning i aske. Branden opstod i et rum, der var under ombygning til brug for kongens samling af oldtidsfund. Audienshuset og løngangen, broen og terrassen blev ubeskadigede; samtlige yder- og tårnmure lige til taglinjerne stod endnu; af marmorgalleriet langs kongefløjen var endepartierne og den nederste del nogenlunde bevarede, og af kirkefløjen var nederste stokværk, lavkirken med det gamle indlagte stoleværk, det sølvprydede alter og prædikestolen samt kirkedøren bevarede. Derimod var orglet og Christian IV's bedekammer brændte, og loftet i kirken var til dels ødelagt. Af det ødelagte inventar må særlig nævnes Karel van Manders tapeter samt en mængde malerier af den historiske portrætsamling (se separat opgørelse). Af den rosencroneske samling gik ca. 3/4 til grunde.
Tre håndværkere, der var engageret som nedbrydere af brandkorpset, omkom under branden, da et hvælv i slotskirken styrtede ned over dem og knuste orglet. En mindetavle over dem er opsat i kirken.

### Genopførelsen
Frederiksborg Slots brand føltes som en landesorg, og da det viste sig, at de gamle mure kunne benyttes, samt da en del af de kostbareste prydelser var reddet, rejste der sig snart stemmer for dets genopførelse. Ved indsamling hele landet over samt ved tilskud fra kongen og kongehuset og ved bevillinger fra Rigsdag og Rigsråd tilvejebragtes snart en så stor sum, at arbejdet, som overdroges professor Ferdinand Meldahl som arkitekt, kunne påbegyndes. Store bidrag til genopførelsen indkom også fra Kunstflidslotteriet, oprettet af en forening, der satte sig som mål at fremme samvirken mellem kunst og håndværk. Den trådte i kraft november 1861 og foranstaltede bortlodningen af danske kunstflidsarbejder, og overskuddet skænkedes til Frederiksborg. Først genopførtes kirken (indvielsen fandt sted 28. august 1864), og de tre fløje bragtes under tag, og allerede på kongens 53 års fødselsdag den 6. oktober 1861 kunne der afholdes rejsegilde. I 1875 stod Frederiksborgs ydre i sin gamle skikkelse. 1870 var Marmorgalleriet blevet genskabt, og på de genopførte hvælv ses initialer, der refererer til kong Christian IX, hans børn og deres ægtefæller.
Murermester på opgaven var Christian Peder Wienberg, mens Johan Vilhelm Unmack var tømrermester. Omkring 150 arbejdere var dagligt beskæftiget med genopførelsen af Frederiksborg Slot.
Udsmykningen af det indre tog længere tid, men blev muliggjort ved, at en række guldalderkunstnere i årene før branden havde udført en lang række gengivelser fra slottets indre. Især arkitekturmaleren Heinrich Hansens billeder viste sig værdifulde. Først istandsattes kirken; bedestolen fik ved kaptajn, brygger J.C. Jacobsens rundhåndethed rig erstatning for de tabte billeder i Carl Blochs 23 malerier af Jesu liv. Et nyt orgel, efter tegning af Vilhelm Klein i renæssancestil, er opsat som erstatning for det gamle; i de øverste arkader findes store bibelske malerier, der reddedes fra branden; også den ved siden af bedekammeret beliggende kavalerstol blev istandsat. Orglets renæssancefacade blev rekonstrueret og et orgel fra 1864 bygget bag den genskabte facade. Det blev leveret for 7.568 rigsdalere af firmaet Marcussen og Søn fra Aabenraa. To glasmalerier, oprindeligt udført 1843-47 til Christian IV's Kapel i Roskilde Domkirke af glarmester Peter Didrik Weinreich Fischer, blev indsat i kirken.
I kirken er, vistnok fra Christian V's tid, ophængt de våbenskjolde, som indehaverne af Elefantordenen og Dannebrogordenens storkors fører eller vælger sig (efterhånden som nye kommer til, skydes de ældste ud og anbringes i nederste stokværk af løngangen). Men arbejdet i slottet selv fik dog først rigtig fart, da Jacobsen 1877 skænkede 200.000 kr. til kongefløjens istandsættelse under den forudsætning, at slottet fremtidig skulle være et nationalhistorisk museum. Senere bestemte han, at 10.000 kr. af Carlsbergfondet samt halvdelen af renterne af et af ham skænket beløb på 1 mio. kr. årligt skulle anvendes til museets oprettelse og udvidelse. Museet oprettedes ved kgl. reskript af 5. april 1878. Ud over brygger Jacobsen var fabrikant L.P. Holmblad en væsentlig bidragyder til genopførelsen.

### Det Nationalhistoriske Museum
Det var på et meget kritisk tidspunkt, at Jacobsen i 1877 trådte til med sine store gaver. Med undtagelse af enkelte rum, der også skyldte hans gavmildhed deres istandsættelse, var det indre fuldstændig nøgent, og man manglede helt midlerne til at påbegynde dets udsmykning. Med den af Jacobsen stillede forudsætning fik Frederiksborg en ganske anden stilling end tidligere. Før havde det været en kongebolig, men en kongebolig af almindelig national historisk interesse, især fordi det ved siden af det langt mindre Rosenborg var det eneste slot i landet, der foruden de historiske minder gemte enkelte virkelige historiske interiører fra 17. århundrede, dernæst også på grund af de mangfoldige portrætter, møbler og kostbarheder, som efterhånden var blevet samlet der. Man havde, som naturligt var, påbegyndt opførelsen i den hensigt, at slottet som før kunne blive en bolig for Danmarks konger; og med dette mål for øje planlagdes forskellige anlæg, som ville passe mindre godt ind i helheden, men medføre forskellige praktiske goder, særlig i retning af moderne bekvemmelighedshensyn. Disse bortfaldt imidlertid ved vedtagelsen (25. maj 1877) af den plan, med hvilken Jacobsen ledsagede sin første gave til kongefløjens indre udstyrelse. Tanken om en kongebolig er opgivet heri, og der billiges, at gaven modtages, imod at kongefløjen fremtidig anvendes dels til festlokale ved store højtideligheder i kongehuset, dels til anbringelse af et nationalhistorisk museum, der, som giveren ønskede, "ved den malende og bildende Kunsts Hjælp kunde levendegjøre Forestillingen om vigtige Begivenheder og berømte Personer fra Valdemarernes Tid til vore Dage". Det var derfor hans tanke, så vidt det kunne ske uden skade for andre offentlige museer, at samle på slottet originale billeder, buster og portrætstatuer af berømte mænd og kvinder i forbindelse med genstande, som har tilhørt dem, eller som slutter sig til særlige vigtige historiske begivenheder. Men i de tilfælde, hvor sådanne originaler ikke kunne erhverves, skulle der tilvejebringes kopier, og hvor tidligere afbildninger af historiske personligheder og begivenheder ganske mangler, skulle den nyere kunst ved ideale fremstillinger søge at afhjælpe disse savn.
Der er ved dette museum (hvis bestyrelse består af 3 medlemmer, hvoraf det ene udnævnes af kongen, det andet er direktøren for samlingen på Rosenborg og fungerer som bestyrelsens formand, og det tredje er medlem af Carlsbergfondens direktion og vælges af Det kgl. danske Videnskabernes Selskab) skabt et vigtigt supplement til statens videnskabelig-kulturhistoriske samlinger, væsentlig til Nationalmuseet og til De Danske Kongers Kronologiske Samling på Rosenborg, og det var tanken, at Frederiksborgmuseet engang skulle kunne fortsætte denne samling for det nye kongehus og det konstitutionelle kongedømme. Størst historisk værd har den allerede store samling af malede portrætter, som fremtidig vil danne landets nationale portrætgalleri; men også mange andre, til dels meget kostbare genstande, der minde om historiske personligheder, er det lykkedes museet at bevare for landet. Gengiver end Frederiksborg Slot i sit ydre så temmelig Christian IV's borg, så er dog al den indre pragt — kirken, til dels riddersalen og Rosen undtagne — frie kompositioner i en stil og udformning af enkelthederne, som renæssancen aldrig har nået i Danmark i Christian IV's dage. Motiverne er lånte fra alle lande og forskellige tider. Mange af værelsernes dekorationer er komponerede med dygtighed og smag. Som de mest vellykkede af interiørerne må nævnes værelserne med empiremøblerne og interiørerne fra Christian VIII's tid (i prinsessefløjen, 2. og 3. stokværk, i hvilken der i det hele er mest system). De hyppig prægtige loftsdekorationer af Lorenz Frølich, Frans Schwartz, Laurits Tuxen, C.N. Overgaard o.a. og en del af billedskærerarbejdet danner det kunstnerisk mest værdifulde.
Museet voksede hurtigt, og man indså snart, at kongefløjen ikke ville afgive tilstrækkelig plads; og da Jacobsen under samme forudsætning som tidligere tilbød at yde 200.000 kr. til prinsessefløjens istandsættelse, blev denne del af slottet ved kgl. resolution af 13. oktober 1880 også inddraget under museet, der nu udvidedes til at skulle "danne et Hjemsted for vækkende og mere omfattende Fremstillinger af fædrelandshistoriske Minder fra Kristendommens Indførelse i Danmark til den nyere Tid". Allerede i 1881 var kongefløjen blevet åbnet for publikum; 25-årsdagen efter slottets brand, 17. december 1884, afleverede bygmesteren på Indenrigsministeriets vegne alle lokalerne til museumsbestyrelsen. Værelserne på 3. sal fuldendtes dog først i 1893. Snedkermester Harald Andersen i Møllestræde i Hillerød udførte snedker- og gulvarbejdet i forbindelsen med denne sidste fase af genopbygningen, mens musikanterstolen i Riddersalen genskabtes af snedkermester Martin Olsen fra Nyhuse i 1890. Messinglysekronerne i Riddersalen og Valdemarssalen blev tegnet af Carl Brummer og Thomas Bærentzen og opsat 1900. Initialerne "VM" i loftet i løngangen, der leder til audienssalen, henviser til brylluppet 20. oktober 1885 mellem prins Valdemar og prinsesse Marie af Orléans.
Brygger Jacobsens sidste storartede gaver til Frederiksborg Slot er Neptunbrønden (opsat 1888) i den ydre og løve brønden i den indre slotsgård. Figurerne på Neptunbrønden (såvel som de på løvebrønden) er støbt i bronze efter de på Drottningholm fundne originaler, af hvilke kun een manglede, der er modelleret fra ny af professor John Börjeson; kummen er bygget efter et på Frederiksborg opbevaret brudstykke af den gamle, hvis størrelse var angivet ved de i jorden fundne fundamenter. To pumper, der drives ved gas, leverer det til springvandet nødvendige vand, o. 270 tdr. i timen Ligeledes har Jacobsen til erstatning for det gamle klokkespil (sangværk) i klokketårnet fra Christian IV's tid (det var forfærdiget 1619-21 af orgelmager Johannes Heckelaur fra Nordhausen, lød sidste gang ved Christian VIII's kroning og smeltede ved branden 1859) skænket et nyt (som dog først kom i stand 1895) med 27 klokker og 6 salmemelodier, forfærdiget af tårnurfabrikant Julius Bertram-Larsen.

### Andre monumenter
I slotshaven, der er holdt i gammel fransk stil med terrasser, lige alleer og stift klippede hække, er der 15. august 1884 (100 år efter den dag, da der overraktes 15 bønder fra Frederiksborg og Kronborg Amter arvefæsteskøder på deres gårde) afsløret en mindestøtte for C.D.F. Reventlow i form af en obelisk med hans portrætmedaljon, ved foden af støtten frihedens genius med hævet fakkel (af Axel Frederik Pacht) og flere indskrifter, bl.a.:
Vi skrev i Sand,

hvad de Gamle led,

men i Sten hans Navn,

som for Frihed Stred.
I indelukket, hvor Badstuen, mellem to små seer, og Christian IV's sten ligger, findes flere prægtige alleer og gamle interessante ege. På en ø i den ene af søerne ligger Frederik VII's fiskepavillon.

## Frederiksborg Stutteri
Frederiksborg Stutteri blev anlagt 1562 af Frederik II og grundedes til dels på indførte udenlandske heste, men til dels også på bestanden fra andre kgl. stutterier som Antvorskov og Vordingborg; det væsentligste grundlag har dog vist været hjemlige racer, der fra gammel tid fandtes omkring i landet på de mange indenlandske stutterier, herregårde og klostre. Frederik II's således påbegyndte værk fortsattes med stor iver og omhu af Christian IV, der samlede blomsten af den indenlandske avl ved stodhingste, som han fik i foræring fra adelens gårde; tillige havde kongen "tyrkiske, ægyptiske, marokkanske, engelske, salzburgske, lichtenbergske, schaumburgske og friseske hingster" omkring på sine mange stutterier på Frederiksborg, Esrom, Jægerspris, Antvorskov, Ringsted Kloster og Skanderborg. Et af de ældste og mest ansete stod, der dannedes på Frederiksborg, er tomlerne, der blev det væsentligste grundlag for den senere berømte frederiksborgrace. På Christian V's tid dannedes efter lange tiders bestræbelser det bekendte hvidfødte stod, der særlig anvendtes til kongernes paradeheste. Under Christian VI inddroges alle de mindre stutterier under Frederiksborg, som derefter anlagdes efter en langt større målestok end tidligere; flere nye bygninger opførtes, og bestanden forøgedes stadig ved indkøb af fremmede heste, og endskønt det reduceredes en del i den struenseeske periode, var det i sin højeste blomstring ved 18. århundredes slutning og 19. århundredes begyndelse; det udøvede en stor indflydelse især på øernes hesteavl, og dets heste var ”berømte over hele Europa for deres ædle blod, konstante racer, skønne, elegante former"; ved året 1830 var der omtrent 800 heste. Men denne blomstringstid ophørte dog snart; thi allerede i denne periode, ja fra 1770, viste der sig en påfaldende stor dødelighed og sygeligheden hos bestanden, og ufrugtbarheden blandt hopperne var foruroligende stor. Disse forhold sammen med de store summer, stutteriet kostede staten, vakte efterhånden en stærk opposition mod det og førte til en betydelig indskrænkning 1833, og 1839 besluttedes det at opgive de gamle frederiksborgske hestestammer og omdanne institutionen til et stamstutteri for fuldblodsheste; kun det hvide stod bevaredes til kongens brug. Men man fortrød snart, hvad der var gjort, og ved lov af 31. marts 1852 genoptog man alle de gamle, forkastede principper, idet man ville søge at genoplive de gamle hestestammer og oprettede et landstutteri af hingste med depoter på Staldgården i Kolding og Frederiksborg (ligesom også staten skulle virke til husdyravlens fremme ved uddeling af præmier); men forsøget faldt uheldigt ud, landstutteriet hævedes atter ved lov af 23. januar 1862, og man søgte nye veje for at bringe Frederiksborgstutteriet på fode igen; men de slog fejl, og stutteriet hensygnede i de næste år, indtil det ved lov af 1. april 1871 ophævedes som statsstutteri og overdroges til en privatmand (C.F. Tietgen), der havde det til 1876. Derefter blev det drevet det som et fuldblodsstutteri af et dansk-svensk aktieselskab, indtil det helt ophævedes september 1894.
I 1740 blev der givet kongelig ordre til opførelse af et 4-fløjet kompleks, som skulle rumme stalde, administrationsbygning og gårde til stutteriet. Laurids de Thurah tegnede det 4-fløjede anlæg med lange gule bygninger, tækkede med svajede røde tage, som stod færdigt i 1745. I 1817 blev Thurahs stald ombygget til et ridehus med mansardtag. Efter stutteriets nedlæggelse blev alle bygninger revet ned af Hillerødsholm Slotskommune i 1936-37 på nær ridehuset, der blev sikret for eftertiden, flyttet til Hørsholm og genopført på Folehavegård i 1940. Ellen Dahl var den drivende kraft i bevaringen.

## Genstande og interiør gået til grunde i branden 1859
Denne liste er ufuldstændig; hjælp gerne med at udfylde den.

Maleri:
- Peder Andersen: Portræt af Abrahams Oler (1600-tallet)
- Peder Andersen: Lasterne viger for Christian V's billede (ca. 1688)
- Peder Andersen: Korsfæstelsen (nedtaget, men forsvundet efter branden)
- Jacob Binck (tilskrevet): Portræt af kong Frederik I (1539)
- Frantz Cleyn: Skakspillere i et fyrsteligt telt
- Jakob van Doordt: Portræt af Dronning Sophie af Mecklenburg
- Jakob van Doordt: Portræt af prinsesse Augusta, datter af Frederik II, hertuginde af Gottorp (kendt gennem kopi af Heinrich Hansen 1858)
- Jakob van Doordt: Portræt af Frederik III af Slesvig-Holsten-Gottorp (kendt gennem blyantstegning af Heinrich Hansen 1858)
- Jakob van Doordt: Portræt af Adolf af Slesvig-Holsten-Gottorp
- Jakob van Doordt: Portræt af Johan af Slesvig-Holsten-Gottorp
- Jakob van Doordt: Portræt af Sophie Hedevig af Braunschweig-Wolfenbüttel (kendt gennem tegning af F.C. Lund 1858)
- Jakob van Doordt: Portræt af Kirsten Munk (kendt gennem tegning af F.C. Lund 1858)
- Jakob van Doordt: Billede af en papegøje (før 1650)
- Toussaint Gelton: Portræt af prinsesse Vilhelmine Ernestine (1677)
- Toussaint Gelton: Portræt af Prins Jørgen (1679)
- Toussaint Gelton: Portræt af af prinsesse Ulrikke Eleonore (1680)
- Toussaint Gelton: Portræt af kong Karl XI
- Toussaint Gelton: Portræt af prinsesse Frederikke Amalie (1680)
- Toussaint Gelton: Portræt af prins Christian Albrecht
- Isaac Isaacsz: En konge, som modtager en fremmed stats sendebud (1600-tallet, malet til Rosenborgs riddersal)
- C.A. Jensen: Portræt af Johan Sigismund von Møsting (1834)
- C.A. Jensen: Portræt af J.P. Mynster (1840, litograferet bl.a. 1842)
- C.A. Jensen: Portræt af Hans Krabbe-Carisius (1843)
- C.A. Jensen: Portræt af Andreas Schifter (1845, gengivet i litografi fra Em. Bærentzen & Co. 1846)
- C.A. Jensen: Portræt af Jørgen Hansen Koch (1846)
- Hans Knieper: Tapeter med kongeportrætter (ca. 1584)
- Melchior Lorck: 10 tyrkiske kejserportrætter (ud af en serie på 12)
- Karel van Mander II: 22 tapeter med motiver fra Christian IV's regering og Kalmarkrigen til riddersalen (18 leveret 1619, 4 leveret 1620)
- Karel van Mander III: Portræt af den udvalgte prins Christian (kendt gennem kopi af Heinrich Hansen 1858)
- Karel van Mander III: Portræt af Leonora Christina (kendt gennem kopi af Heinrich Hansen 1858)
- Karel van Mander III: Portræt af Rebolledo, spansk gesandt i Danmark (kendt gennem blyantstegning af Heinrich Hansen 1858)
- Ubekendt maler: Portræt af Christen Thomesen Sehested (kendt gennem bevaret blyantstegning)
- Ubekendt maler: Portræt af Holger Rosenkrantz (den lærde) (kendt gennem kopi af Heinrich Hansen 1858)
- Ubekendt maler: Portræt af Sophie Brahe (kendt gennem kopi af Heinrich Hansen 1858)

Andet:
- Sværd fra bronzealderen fra Borum Eshøj (fundet 1853)
- 9 rum med gyldenlæderstapeter
- Christian IV's bedekammer med indfældede nederlandske malerier
- Maas-Lorentz-orglet i Slotskirken fra 1617, bygget af Nicolaus Maas (1550-1615) og efter dennes død færdiggjort af Johan Lorentz (1580-1650)
- Klokkespillet (sangværk) i klokketårnet, forfærdiget 1619-21 af orgelmager Johannes Heckelaur fra Nordhausen
- Dokumenter af Peter Willemoes Becker, senere rekonstrueret af forfatteren

## Galleri
- Staldgaden eller strædet
- Chr.6's portal (1736) og porttårnet (1620)
- Neptunspringvandet er oprindeligt fra 1622, men blev taget som krigsbytte af svenske tropper i 1659.

- Neptunspringvandet blev rekonstrueret 1888 med afstøbninger af de oprindelige figurer af Adrian de Vries.
- Terrassebygningen fra 1610
- Kirkefløjen fra 1606